# Carl Ritter
Carl Ritter (Quedlinburg, 7 agosto 1779 – Berlino, 28 settembre 1859) è stato un geografo tedesco.

## Biografia
Insegnò all'università di Berlino a partire dal 1820, fu sempre particolarmente interessato allo studio e all'esplorazione dell'Africa.
Si interessò in modo prevalente della relazione tra la superficie terrestre e l'uomo, mettendo particolarmente in evidenza i fattori sociali e storici rispetto all'ambiente geografico, per cui fu considerato il maggior esponente dell'epoca dell'indirizzo storico della geografia.
Fra i suoi più famosi allievi ricordiamo Heinrich Barth, che effettuò varie spedizioni nel Nordafrica (Libia ed Egitto) e nell'Africa occidentale (oggi Sudan, Ciad e Mali) e Élisée Reclus, noto geografo anarchico, autore della monumentale (19 voll.) Nouvelle Geographie Universelle.
Un altro allievo, il geologo Josiah Whitney, gli intitolò una montagna in California: il Monte Ritter.

## Opere principali
- Die Erdkunde in Verhaltnis zur Natur und zur Geschichte des Menschen (La geografia in relazione con la natura e la storia dell'uomo), del 1817-1818.
- Einleitung zur allgemeinen Vergleichenden Geographie (Introduzione alla geografia generale comparata), del 1852.